# Progorelica
Progorelica (cyr. Прогорелица) – wieś w Serbii, w okręgu raskim, w mieście Kraljevo. W 2011 roku liczyła 882 mieszkańców.